# Sân vận động Nizhny Novgorod
Sân vận động Nizhny Novgorod (tiếng Nga: Стадион Нижний Новгород) là một sân vận động bóng đá ở Novgorod, Nga. Đây là một trong những địa điểm tổ chức World Cup 2018 với sức chứa ước tính khoảng 44.899 khán giả.

## Quy mô
Tổng diện tích của toàn bộ khuôn viên sân vận động là 127,500 m2.
Sân vận động có sức chứa khoảng 45,000 chỗ ngồi với 902 chỗ dành cho những người đi xe lăn cùng với những ai đi kèm với họ. Nó được hy vọng là sau khi kết thúc World Cup sẽ trở thành sân nhà của câu lạc bộ FC Olimpiyets Novgorod của Giải bóng đá ngoại hạng Nga.
Mùa xuân năm 2017, Governor Valery Shantsev đã từng đề nghị sân vận động này nên được sử dụng cho các giải đấu ở những môn thể thao khác và tất nhiên là cho cả những sự kiện và những buổi hòa nhạc đáng chú ý.

## Xây dựng

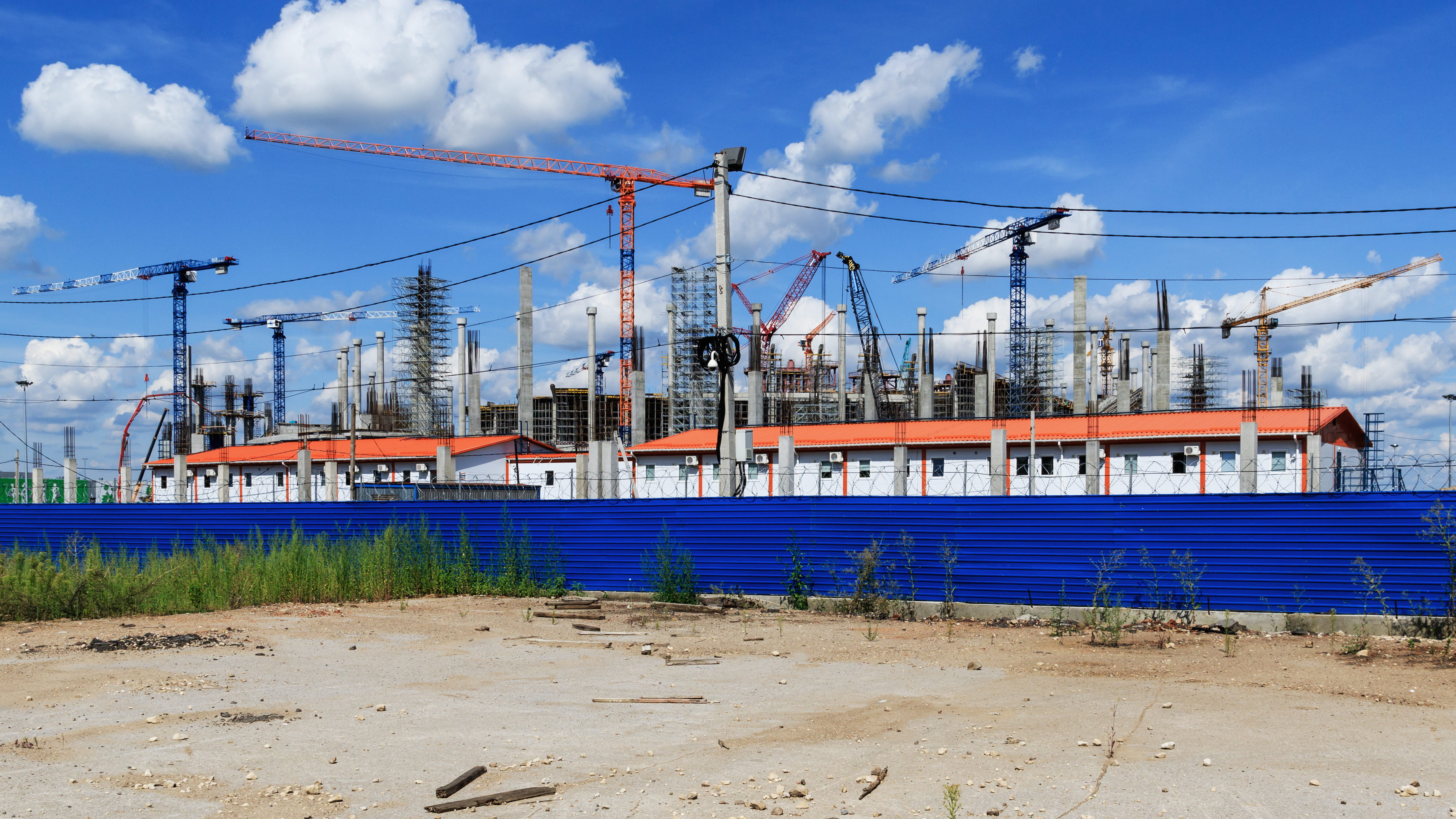
Sân vận động đang trong tiến trình xây dựng,tháng 8 năm 2016

Cuối năm 2014, Bộ Thể thao Nga đã ký hợp đồng với OAO Stroytransgaz về việc xây dựng sân vận động với kinh phí 16,756 tỉ rupi với diện tích khoảng 21.6 hécta. Tổng chi phí để xây dựng sân vận động đã bao gồm cả chi phí cho nhân công và thiết kế là 17.9 tỉ rupi
Sân vận động Nizhny Novgorod được bắt đầu thi công vào năm 2015
Cho đến cuối năm 2015, JSC Stroytransgaz đã thực hiện các công đoạn chuẩn bị thiết yếu cho quá trình xây dựng và một phần các công việc trong giai đoạn cốt lõi của quá trình thi công - khai thác, lắp đặt trụ chống và tạo lớp nền móng bằng đá nguyên khối. Việc xây dựng cấu trúc nguyên khối của tầng 1 sân vận động và những khu vực có lối vào đã được bắt đầu
Năm 2016, Công việc đổ bê tông được hoàn tất -
toàn bộ các tầng và bậc thang lên xuống những tầng trên đều đã hoàn tất. Người xây dựng đã bắt đầu lắp đặt hệ thống các thiết bị kỹ thuật. Trước khi kết thúc năm 2016, Công nhân đã lắp đặt các kết cấu kim loại trên khu vực khán đài, bao gồm cả khu vực cổ động nơi chiếm trên 50% tổng toàn bộ sức chứa của sân vận động
Năm 2017 đã hoàn tất công đoạn thiết kế cuối cùng cho kết cấu thép của lớp phủ ngoài, chỉnh sửa các khán đài ở các tầng thấp và các sảnh tầng trên cho mọi người đi lại. Cùng với đó người xây dựng đang tiến hành lắp đặt hệ thống mái vòm, ngoại thất, mặt sân cỏ.
Trong những điều khoản về hợp đồng thì công đoạn lắp đặt sẽ được hoàn thành vào tháng 12 năm 2017
Tháng 7 năm 2017, sân vận động bắt đầu rải cỏ với rất nhiều loại được chọn ở Rigras. Các loại đá vụn và cát lót cỏ đều đã từng được thử nghiệm thành công ở Scotland. 2 tháng sau khi mà mặt cỏ được hình thành thì nó sẽ được khâu bởi tơ polyme.

## Hệ thống đi lại
Một hệ thống ngã ba có đường hầm và cầu chui sẽ được xây dựng tại sân vận động, tháng 2 năm 2012, người ta đề xuất việc xây dựng hệ thống này tại trạm tàu điện ngầm mũi tên người bởi sự mở rộng của tuyến Sormovo Mescherskaya từ ga Moskovsky vào mùa xuân năm 2018. Dự án sân vận động phục vụ cho World Cup 2018 đã được áp dụng bởi Sở Quy Hoạch Đô thị vùng Nizhny Novgorod vào ngày 22 tháng 3 năm 2013
Tháng 1 năm 2017, Ga Strelka thuộc Nizhny Novgorod Metro đã hoàn tất được 55% theo 1 báo cáo của thanh tra xây dựng đến Thống Đốc trong 1 cuộc thị sát. Đồng thời hệ thống đường hầm đến với sân vận động cũng sẽ được hoàn thành vào tháng 5 năm 2017
.

## FIFA World Cup 2018
Sân vận động Nizhny Novgorod là nơi diễn ra 6 trận đấu, bao gồm: 4 trận ở vòng bảng, 1 trận ở vòng 16 đội và 1 trận tứ kết.
| Ngày                | Giờ               | Đội #1    | KQ.       | Đội #2     | Vòng        | Khán giả |
| ------------------- | ----------------- | --------- | --------- | ---------- | ----------- | -------- |
| 18 tháng 6 năm 2018 | 15:00 MSK (UTC+3) | Thụy Điển | 1–0       | Hàn Quốc   | Bảng F      | 42,300   |
| 21 tháng 6 năm 2018 | 21:00 MSK (UTC+3) | Argentina | 0–3       | Croatia    | Bảng D      | 43,319   |
| 24 tháng 6 năm 2018 | 15:00 MSK (UTC+3) | Anh       | 6–1       | Panama     | Bảng G      | 43,319   |
| 27 tháng 6 năm 2018 | 21:00 MSK (UTC+3) | Thụy Sĩ   | 2–2       | Costa Rica | Bảng E      | 43,319   |
| 1 tháng 7 năm 2018  | 21:00 MSK (UTC+3) | Croatia   | 1–1 (3–2) | Đan Mạch   | Vòng 16 đội | 40,851   |
| 6 tháng 7 năm 2018  | 17:00 MSK (UTC+3) | Uruguay   | 0–2       | Pháp       | Tứ kết      | 43,319   |